# Bataille de Happo
Guerre Imjin
La bataille de Happo est un engagement naval qui a lieu le 7 mai 1592 ; c'est une des trois campagnes navales Joseon de 1592 menées par l'amiral coréen Yi Sun-sin durant la guerre Imjin contre les forces japonaises de Toyotomi Hideyoshi. Ces campagnes, décisives pour arrêter l'invasion japonaise, ont fait de Yi une figure légendaire de l'histoire de la Corée.
Bien qu'il ait l'intention de passer la nuit sur mer après la première bataille d'Okpo, l'amiral est contraint de changer ses plans en raison d'un rapport faisant état de cinq grands navires japonais repérés en direction de Happo vers 17 h. Il ordonne à ses forces de poursuivre les navires japonais, qu'il capture et détruit dans une petite escarmouche près de Happo. Les forces de l'amiral Yi ont maintenant deux victoires à leur actif.

## Source de la traduction
- (en) Cet article est partiellement ou en totalité issu de l’article de Wikipédia en anglais intitulé « Battle of Happo » (voir la liste des auteurs).